# 胡志明市體育大學
胡志明市體育大學是位于越南东南部胡志明市的一所全日制公办体育类大学，由越南文化、體育和旅遊部主管。

## 校史沿革
学校肇始于1976年由越南南方共和国政府成立的南方体育干部学校，当时的校址在第一郡陈光启街98号，学生则在附近的华闾体育场接受体育训练；统一后，学校于1977年更名为中央第二体育高级中学，并由慈山体育大学为中学提供体育大专班培训，学校亦迁到第十一郡办学；1985年，学校升格为本科大学，并更名为中央第二体育大学；1990年，学校再度迁到胡志明市守德郡（今守德市）办学。
2008年2月4日，越南总理阮晉勇签署了第149/QD-TTg号决定，将该大学改名为胡志明市體育大學。学校也与北宁体育大学、岘港体育大学等体育类高等院校一同成为越南文化、體育和旅遊部主管的高等院校，建制延续至今。

## 现况
胡志明市体育大学是越南南部重要的体育类高等院校之一，为越南培养了众多合格的体育人才；现今，学校可以为培养田径、体操、游泳、足球、羽毛球、篮球、乒乓球、排球、手球、象棋、武术、摔跤及柔道、射击、网球等多个体育项目的专业人才，并有资格授予体育学士、硕士、博士学位。